# Hao Junmin
Hao Junmin (Chinesisch: 蒿俊闵, Hāo Jùnmǐn) (* 24. März 1987 in Wuhan, China) ist ein chinesischer Fußballspieler.

## Karriere

### Vereine
Hao Junmin begann seine Karriere beim Hubei Wuhan Zhiye FC. Ab 2002 spielte er für Tianjin Teda, wo er ab 2004 mit dem Profikader in der höchsten Spielklasse, der Chinese Super League, agierte und im Alter von 17 Jahren zu seinem Erstligadebüt kam. Er wurde vom chinesischen Fußballverband in den Jahren 2005 und 2007 als Nachwuchsspieler des Jahres ausgezeichnet. In der Winterpause der Saison 2009/2010 wechselte er nach Deutschland zum FC Schalke 04, bei dem er einen bis 30. Juni 2011 gültigen Vertrag erhielt, der jedoch vorzeitig bis zum 30. Juni 2013 verlängert wurde.
Sein erstes Spiel für die „Knappen“ absolvierte Hao am 10. Februar 2010 im Viertelfinale des DFB-Pokals, als er beim 1:0-Sieg über den VfL Osnabrück in der 87. Minute für Vicente Sánchez eingewechselt wurde. Am 21. Februar 2010 (23. Spieltag), bei der 1:2-Niederlage im Auswärtsspiel beim VfL Wolfsburg, gab er sein Bundesliga-Debüt; durch den Ausfall des gelbgesperrten Rafinha stand er in der Startelf, wurde jedoch in der 74. Minute ausgewechselt. Sein erstes Spiel über die gesamte Spielzeit absolvierte er am 10. April 2010 (30. Spieltag) bei der 2:4-Niederlage bei Hannover 96. Insgesamt bestritt Hao 19 Pflichtspiele im Schalker Trikot. Neben seinen 14 Bundesligaspielen setzten sich diese aus drei DFB-Pokalspiel-Einsätzen und zwei absolvierten Champions-League-Begegnungen zusammen.
Am 8. Juli 2011 wurde Haos sofortiger Wechsel zu Shandong Luneng Taishan bekannt gegeben. Zur Saison 2021/22 wechselte er zu Wuhan FC.

### Nationalmannschaft
Hao Junmin gehörte der Auswahlmannschaft an, die 2003 an der U-17-Weltmeisterschaft in Finnland teilnahm. Zwei Jahre später nahm er mit dem U-20-Aufgebot an der Junioren-Weltmeisterschaft in den Niederlanden teil, schied jedoch nach drei Siegen in der Gruppenphase im Achtelfinale mit 2:3 gegen Deutschland aus dem Turnier aus.
2005 debütierte Hao in der A-Nationalmannschaft und kam bei Freundschaftsspielen immer wieder zum Einsatz, wurde allerdings nicht für die Asienmeisterschaft 2007 in den Kader berufen. 2008 spielte Hao beim olympischen Fußballturnier für China. Beim Test-Länderspiel am 29. Mai 2009 gegen Deutschland gelang ihm beim 1:1-Unentschieden in der fünften Minute der 1:0-Führungstreffer. Bei der Asienmeisterschaft 2011 kam Hao in allen drei Gruppenspielen zum Einsatz.

## Erfolge

### Titel
- DFB-Pokal-Sieger 2010/11 mit dem FC Schalke 04

### Auszeichnungen
- Nachwuchsspieler des Jahres in China 2005 und 2007